# اقتصاد بدعي
الاقتصاد البدعي (بالإنجليزية: Heterodox economics)‏، مصطلح يُستخدم على النقيض من الاقتصاد الأرثوذكسي في مدارس الفكر الاقتصادي والمنهجيات التي قد تكون أبعد من الاقتصاديات التقليدية المحدثة. يُعد مصطلح الاقتصاد البدعي من المصطلحات الشمولية التي يندرج تحتها العديد من مدارس الفكر أو النظريات. يشمل الأمر كلًا من الاقتصاد المؤسسي والتطوري والنسوي والاجتماعي وبعد الكينزي (لا يجب الخلط بينه وبين الكينزي الجديد) والإيكولوجي والجورجي والنمساوي والماركسي والاشتراكي واللا سلطوي وغيرها.
قد يطلق النقاد على الاقتصادات أسماء مثل الأرثوذكسي أو التقليدي. ومن ناحية أخرى، يتعامل الاقتصاد السائد مع «الارتباط بين العقلانية والفردية» والاقتصاد البدعي بشكل أكثر «راديكالية» مقارنة بتعامله مع «الارتباط بين المؤسسات والتاريخ والبنية الاجتماعية». يرفض العديد من الاقتصاديين الاقتصاد البدعي بوصفه «هامشيًا» أو «غير مهمًا» مع تأثير ضعيف على الغالبية العظمى من الاقتصادات الأكاديمية السائدة في العالم الناطق بالإنجليزية.
وثقت مراجعة حديثة عدة مجموعات مهمة من الاقتصاد البدعي منذ تسعينيات القرن العشرين على الأقل وذلك على أن تلك الاقتصادات تعمل وينتج عنها ازدياد التماسك بين سائر المكونات. ومن هذا المنطلق، لم يُعرّف الاتحاد الدولي لرابطات التعددية في الاقتصاد «الاقتصاد البدعي» وتجنب أيضًا تحديد نطاقه. يُحدّد هذا الاتحاد مهمته على أنها «تعزيز التعددية في الاقتصاد».
في تعريف الأسس المشتركة في «التعليق النقدي»، قال أحد الكتاب الاقتصاديين البدعيين إنهم يسعون إلى القيام بثلاثة أمور: (1) تحديد الأفكار المشتركة التي تولد نموذج النقد البدعي في المواضيع والفصول الموجودة ضمن النصوص الكلية التمهيدية؛ (2) إعارة المزيد من الاهتمام للأفكار التي تربط الفوارق المنهجية بفوارق السياسة؛ (3) وصف الأسس المشتركة بطرق تتيح للنماذج المميزة أن تطور القواسم المشتركة في كتب الاقتصاد بطرق مختلفة.
تقترح إحدى الدراسات أربعة عوامل رئيسية هامة لدراسة الاقتصاد من قبل الاقتصاديين الذين يُعرّفون أنفسهم كبدعيين وهي: التاريخ والأنظمة الطبيعية وعدم اليقين والقوة.

## التاريخ
تحدت العديد من مدارس الفكر الاقتصادي البدعي هيمنة الاقتصادات التقليدية المحدثة بعد الثورة النيوكلاسيكية التي حصلت في سبعينيات القرن التاسع عشر. بالإضافة إلى النقاد الاشتراكيين للرأسمالية، اشتملت المدارس البدعية في هذه الفترة على أنصار عدة أشكال للإتجارية أمثال المنشقين عن المدرسة الأمريكية من المنهجية النيوكلاسيكية، مثل المدرسة التاريخية للاقتصاد، وأنصار النظريات النقدية غير الأرثوذكسيين مثل فلسفة الائتمان الاجتماعي. كانت كل من التكنوقراطية والجورجية من المدارس البدعية الأخرى التي نشطت قبل الكساد الكبير وخلاله.
كان علماء الأحياء والفيزياء أول من يستخدم تدفقات الطاقة لشرح التنمية الاقتصادية والاجتماعية. لاحظ جوزيف هنري، عالم فيزياء أمريكي والسكرتير الأول في معهد سميثسونيان، أن «المبدأ الأساسي في الاقتصاد السياسي هو أن العمل الجسدي للإنسان يمكن تحسينه من خلال....... تحويل المادة من حالة خام إلى حالة اصطناعية...... من خلال إنفاق ما يُعرف بالقوة أو الطاقة».
تبين أن الظهور، والامتصاص ضمن مسار الاقتصاد الكينزي، قد سبّب استجابة سياسية للبطالة أكثر تماسكًا من النقد غير الأرثوذكسي أو سياسات التجارة، وساهم في انحسار الاهتمام بهذه المدارس.
بعد عام 1945، نتج عن التركيب النيوكلاسيكي للاقتصادات الكينزية والنيوكلاسيكية وضع رئيسي واضح المعالم يرتكز على تقسيم المجال إلى اقتصادات جزئية (نيوكلاسيكية عمومًا لكنها مع نظرية إخفاق السوق الناشئة مؤخرًا) والاقتصادات الكلية (التي تنقسم بين الآراء الكينزية والنقدية بخصوص قضايا مثل دور السياسة النقدية). ظهر النمساويون وبعد الكينزيون المنشقون عن هذا التركيب بكونهم مدارس بدعية بشكل واضح. بالإضافة إلى ذلك، بقيت المدارس الماركسية والمؤسسية نشطة.
حتى عام 1980، كانت أبرز مواضيع الاقتصاد البدعي بأشكاله العديدة ما يلي:
1. رفض المفهوم الفردي الذري لصالح المفهوم الفردي الاجتماعي.
2. التركيز على الوقت بكونه عملية تاريخية غير قابلة للعكس.
3. التفكير بخصوص التأثيرات المشتركة بين الأفراد والبنى الاجتماعية.

منذ نحو عام 1980، تأثر الاقتصاد السائد إلى حد كبير بعدة برامج بحثية جديدة تشمل الاقتصاد السلوكي واقتصاد التعقيد والاقتصاد التطوري والاقتصاد التجريبي والاقتصاد العصبي. كنتيجة لذلك، اقترح بعض الاقتصاديين البدعيين أمثال جون بي ديفيس أنه على تعريف الاقتصاد البدعي أن يتلاءم مع هذا الواقع الجديد الأكثر تعقيدًا:
......يُعتبر الاقتصاد البدعي بعد عام 1980 بنية معقدة مؤلفة من نوعين من العمل البدعي مختلفين بشكل كبير، وكل منهما يتميز داخليًا بعدة برامج بحثية تتمتع بأصول تاريخية وتوجهات مختلفة: البدعية اليسارية التقليدية المعروفة جدًا و«البدعية الجديدة» الناجمة عن الواردات العلمية الأخرى.

## رفض الاقتصاد النيوكلاسيكي
لا توجد «نظرية اقتصاد بدعي» واحدة بل هناك العديد من «النظريات البدعية» المختلفة التي تشترك برفضها للاقتصاديات التقليدية المحدثة لأنها تمثل الأداة المناسبة لفهم عمل الحياة الاقتصادية والاجتماعية. قد تتنوع أسباب هذا الرفض. في ما يلي بعض العناصر المشتركة في النقد البدعي.

### نقد النموذج النيوكلاسيكي للسلوك الفردي
تُعتبر فرضية «عقلانية العوامل الاقتصادية» من المبادئ التي تحظى بقبول واسع في الاقتصاد النيوكلاسيكي. في الواقع، يعتبر العديد من الاقتصاديين أن فكرة تعظيم السلوك العقلاني مرادفة للسلوك الاقتصادي (بيكر 1976، هيرشلايفر 1984). لا تتبنى بعض دراسات الاقتصاديين الفرضيات العقلانية وعندها يُنظر إليهم على أنهم يضعون التحاليل خارج حدود نظام الاقتصاد النيوكلاسيكي (لاندسبرغ 1989، 596). يبدأ الاقتصاد النيوكلاسيكي بفرضيات بديهية بأن العملاء عقلانيون يسعون إلى تعظيم المنفعة الفردية (أو الربح) الخاضعة لقيود البيئة.  تشكل هذه الفرضيات العمود الفقري لنظرية الاختيار العقلاني.

تنتقد العديد من المدارس البدعية نموذج الإنسان الاقتصادي للسلوك البشري المستخدم في النموذج النيوكلاسيكي المعياري. توجد نسخة نموذجية من النقد لساتيا غابرييل:
ترتكز النظرية الاقتصادية على مفهوم محدد لعلم النفس البشري أو الوكالة أو اتخاذ القرار. يُفترض أن جميع البشر يتخذون قرارات اقتصادية لتعظيم المنفعة أو المتعة.  ترفض بعض النظريات البدعية هذه الفرضية الأساسية للنظرية النيوكلاسيكية، وتُجادل من أجل فهمٍ بديل لكيفية اتخاذ القرارات الاقتصادية و/أو كيفية عمل علم النفس البشري. من الممكن قبول فكرة أن البشر هم آلات تسعى للحصول على المتعة لكنهم يرفضون فكرة حكم هذه المتعة على القرارات الاقتصادية. على سبيل المثال، قد يكون البشر غير قادرين على اتخاذ قرارات ثابتة مع تعظيم المتعة وذلك بسبب القيود الاجتماعية و/أو الإكراه. قد يكون البشر أيضًا غير قادرين على التقييم الصحيح للخيارات التي من المرجح أنها ستؤدي إلى المتعة القصوى، حتى إن لم يكونوا مقيدين (باستثناء شروط الميزانية) في اتخاذ هذه الخيارات. من الممكن أيضًا أن تكون فكرة السعي وراء المتعة بحد ذاتها فرضية عديمة المعنى لأنه إما من المستحيل اختبارها أو أنها أكبر بكثير من أن تُرفض. أما النظريات الاقتصادية، التي ترفض الفرضية الأساسية للقرارات الاقتصادية بكونها ناتجًا عن تعظيم المتعة، فتُعتبر بدعية.
يُشدد شوزاوا على أن العملاء الاقتصاديين يتصرفون في عالم معقد وبالتالي من المستحيل بالنسبة لهم أن يصلوا إلى الفائدة القصوى، فعوضًا عن ذلك يتصرفون كما لو أن هناك مجموعات من القواعد مسبقة الصنع للاختيار منها وفقًا للحالة الموجودة.

### نقد النموذج النيوكلاسيكي لتوازن السوق
في نظرية الاقتصاد الجزئي، يتضمن تقليل الكلفة من قبل المستهلكين والشركات وجود انسجام في العرض والطلب توجد من أجله أسعار السوق المتوازن، وذلك إن كان هناك عدد كبير من المستهلكين والمنتجين. تحت فرضيات التحدب أو بعض قواعد تسعير التكلفة الحدية، سيكون كل توازن محققًا وفقًا لأمثلية باريتو: في الاقتصادات الضخمة، يؤدي عدم التحدب أيضًا إلى شبه توازن فعال تقريبًا.